# Presidenti del Botswana
I Presidenti della Repubblica del Botswana si sono avvicendati dal 1966, data di indipendenza del Protettorato del Bechuanaland dal Regno Unito.
Secondo la costituzione del Botswana, il presidente è il capo dello Stato e capo del governo del Paese, oltre che il comandante in capo delle forze armate.

## Lista
| Presidente | Presidente | Presidente        | Partito                                                                 | Elezione               | Mandato           | Mandato          |
| Presidente | Presidente | Presidente        | Partito                                                                 | Elezione               | Inizio            | Fine             |
| ---------- | ---------- | ----------------- | ----------------------------------------------------------------------- | ---------------------- | ----------------- | ---------------- |
|            |            | Seretse Khama     | Partito Democratico del Botswana                                        | 1965, 1969, 1974, 1979 | 30 settembre 1966 | 13 luglio 1980   |
|            |            | Quett Masire      | Partito Democratico del Botswana                                        | 1984, 1989, 1994       | 13 luglio 1980    | 31 marzo 1998    |
|            |            | Festus Mogae      | Partito Democratico del Botswana                                        | 1999, 2004             | 1º aprile 1998    | 1º aprile 2008   |
|            |            | Seretse Ian Khama | Partito Democratico del Botswana                                        | 2009, 2014             | 1º aprile 2008    | 1º aprile 2018   |
|            |            | Mokgweetsi Masisi | Partito Democratico del Botswana                                        | 2019                   | 1º aprile 2018    | 1º novembre 2024 |
|            |            | Duma Boko         | Fronte Nazionale del Botswana (Ombrello per il Cambiamento Democratico) | 2024                   | 1º novembre 2024  | in carica        |